# Slag bij Richmond (Kentucky)
De Slag bij Richmond vond plaats op 29 augustus en 30 augustus 1862 bij Richmond, Kentucky tijdens de Amerikaanse Burgeroorlog.
Tijdens de Kentuckyveldtocht in 1862 vond er een schermutseling plaats tussen de Noordelijke eenheden onder leiding van brigadegeneraal Patrick Cleburne en de Zuidelijke cavalerie van E. Kirby Smith op de weg van Big Hill naar Richmond op 29 augustus. Na de middag arriveerden de Noordelijke infanterie en artillerie waardoor de Zuidelijke cavalerie zich moest terugtrekken naar Big Hill.
Ondertussen had brigadegeneraal Mahlon D. Manson, bevelhebber van de Noordelijke eenheden in de regio, een brigade naar Rogersville gestuurd om de Zuidelijken te lokaliseren en te verdrijven. In de late namiddag vond er nog een schermutseling plaats tussen de achtervolgende Noordelijken en Cleburnes soldaten. In de loop van de avond en nacht werd generaal-majoor William "Bull" Nelson op de hoogte gebracht van de situatie. Hij hield een brigade in reserve om op te rukken wanneer de situatie het vroeg.
Kirby Smith gaf het bevel aan Cleburne op de volgende ochtend 30 augustus de Noordelijke eenheden aan te vallen. Hij zou zo snel mogelijk de divisie van brigadegeneraal Thomas J. Churchills als versterking sturen. Cleburne rukte op in noordelijke richting, marcheerde door Kinston en verjoeg de Noordelijke voorposten. Daarna marcheerde hij in de richting van de Noordelijke slaglinie bij Zion Church. Tijdens de dag zouden beide zijden regelmatig versterkingen ontvangen. Na een openingsduel tussen de artillerie vielen de Zuidelijken de vijandelijke rechterflank aan waarop de Noordelijke linie brak. Al vechtend trokken de Noordelijken zich terug. Bij Rogersville vormden ze een nieuwe slaglinie, maar werden opnieuw verdreven door de Zuidelijke eenheden.
Op dit moment hadden zowel Smith als Nelson het bevel over hun respectievelijke legers opgenomen. Nelson kon enkele van zijn eenheden verzamelen bij het kerkhof van Richmond. Opnieuw was de Zuidelijke druk te groot en werden Nelson en zijn mannen op de vlucht gedreven. Nelson en sommige van zijn soldaten slaagden erin te ontsnappen. De andere 4.300 Noordelijke overlevenden werden krijgsgevangen gemaakt. De weg naar Lexington en Frankfort, Kentucky lag open voor de Zuidelijken.